# Giải vô địch bóng đá nữ thế giới 2003
Giải vô địch bóng đã nữ thế giới 2003 được tổ chức tại Hoa Kỳ và đội vô địch là đội tuyển Đức. Giải đấu ban đầu được dự định tổ chức tại Trung Quốc. Vào ngày 3 tháng 5 năm 2003, giải đấu bất ngờ chuyển qua Hoa Kỳ, do đợt bùng phát bệnh SARS năm 2003 ở Trung Quốc. Do Hoa Kỳ đã tổ chức World Cup 1999, nên FIFA cho rằng Hoa Kỳ sẽ là nước thích hợp nhất để tổ chức với thời gian chuẩn bị rất ngắn trước khi giải bắt đầu. Thêm vào đó, những người yêu bóng đá nữ Mỹ hy vọng rằng giải đấu tổ chức ở đó sẽ cứu được giải chuyên nghiệp nữ của Mỹ là WUSA khỏi bị giải tán.
Để bù cho Trung Quốc, FIFA đã quyết định giải năm 2007 sẽ được tổ chức tại quốc gia này. Đội tuyển Trung Quốc cũng được đặc cách vào thẳng vòng chung kết World Cup 2003.

## Sân vận động
| Philadelphia | Foxborough                             | Washington, D.C.                          |
| --- | -------------------------------------- | ----------------------------------------- |
| Lincoln Financial Field                                                                                                 | Sân vận động Gillette                  | Sân vận động Tưởng niệm Robert F. Kennedy |
| Sức chứa: 70.000 | Sức chứa: 68.000 (22.385 cho giải đấu) | Sức chứa: 53.000                          |
| Tập tin:Le Lincoln Financial Field (cropped).jpg                                                                        |                                        |                                           |
| CarsonColumbusFoxboroughPhiladelphiaPortlandWashingtonĐịa điểm tổ chức Giải vô địch bóng đá nữ thế giới 2003 tại Hoa Kỳ |                                        |                                           |
| Carson | Portland                               | Columbus                                  |
| Trung tâm Home Depot | PGE Park                               | Sân vận động Columbus Crew                |
| Sức chứa: 28.359 | Sức chứa: 27.500                       | Sức chứa: 22.555                          |
| |                                        |                                           |

## Các đội tham dự

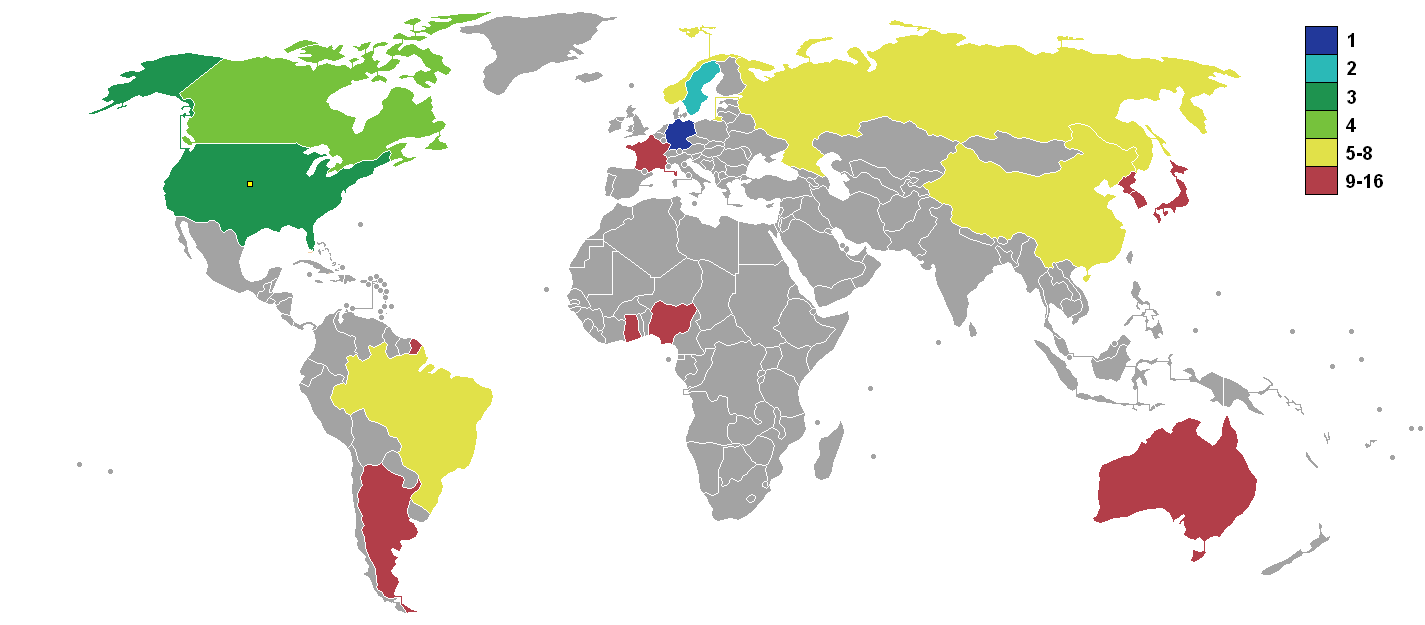
Các đội tuyển tham dự vòng chung kết

| Liên đoàn                          | Vòng loại                                              | Các đội tham dự vòng chung kết          |
| ---------------------------------- | ------------------------------------------------------ | --------------------------------------- |
| AFC (châu Á)                       | Giải vô địch bóng đá nữ châu Á 2003                    | Nhật Bản · CHDCND Triều Tiên · Hàn Quốc |
| CAF (châu Phi)                     | Giải vô địch bóng đá nữ châu Phi 2002                  | Ghana · Nigeria                         |
| CONCACAF (Bắc, Trung Mỹ và Caribe) | Cúp vàng nữ CONCACAF 2002                              | Canada                                  |
| CONMEBOL (Nam Mỹ)                  | Sudamericano Femenino 2003                             | Brasil · Argentina                      |
| OFC (châu Đại Dương)               | Giải vô địch bóng đá nữ châu Đại Dương 2003            | Úc                                      |
| UEFA (châu Âu)                     | Vòng loại Giải vô địch bóng đá nữ thế giới 2003 (UEFA) | Thụy Điển · Nga · Pháp · Đức · Na Uy    |
| Quốc gia đăng cai                  | Quốc gia đăng cai                                      | Hoa Kỳ · Trung Quốc                     |

## Trọng tài
| CAF - Xonam Agboyi (Togo) - Desiree Perpetue (Côte d'Ivoire) - Bola Elizabeth Abidoye (Nigeria) - Florence Biagui (Sénégal) AFC - Trương Đông Khánh (Trung Quốc) - Yoshizawa Hisae (Nhật Bản) - Im Eun-Ju (Hàn Quốc) - Choi Soo Jin (Hàn Quốc) - Hong Kum-Nyo (CHDCND Triều Tiên) - Lưu Tú Mỹ (Trung Hoa Đài Bắc) CONCACAF - Sonia Denoncourt (Canada) - Denise Robinson (Canada) - Lynda Bramble (Trinidad và Tobago) - Kari Seitz (Hoa Kỳ) - Karalee Sutton (Hoa Kỳ) - Sharon Wheeler (Hoa Kỳ) | CONMEBOL - Florencia Romano (Argentina) - Alejandra Cercato (Argentina) - Sabrina Lois (Argentina) - Sueli Tortura (Brasil) - Cleidy Mary Ribeiro (Brasil) - Marlei Silva (Brasil) UEFA - Andi Regan (Bắc Ireland) - Katriina Elovirta (Phần Lan) - Emilia Parviainen (Phần Lan) - Nelly Viennot (Pháp) - Katarzyna Nadolska (Ba Lan) - Cristina Babadac (România) - Cristina Ionescu (România) - Irina Mirt (România) - Nicole Petignat (Thụy Sĩ) - Elke Lüthi (Thụy Sĩ) OFC - Tammy Ogston (Úc) - Airlie Keen (Úc) - Jacqueline Leleu (Úc) |

## Vòng bảng
|  | Hai đội xếp đầu mỗi bảng giành quyền vào vòng trong. |

### Bảng A
| Đội               | Tr | T | H | B | BT | BB | HS  | Đ |
| ----------------- | -- | - | - | - | -- | -- | --- | - |
| Hoa Kỳ            | 3  | 3 | 0 | 0 | 11 | 1  | +10 | 9 |
| Thụy Điển         | 3  | 2 | 0 | 1 | 5  | 3  | +2  | 6 |
| CHDCND Triều Tiên | 3  | 1 | 0 | 2 | 3  | 4  | −1  | 3 |
| Nigeria           | 2  | 0 | 0 | 2 | 0  | 11 | −11 | 0 |

| 23 tháng 10 năm 2003 |     |                   |                                                    |
| Nigeria              | 0–3 | CHDCND Triều Tiên | Sân vận động Lincoln Financial Field, Philadelphia |
| 24 tháng 10 năm 2003 |     |                   |                                                    |
| Hoa Kỳ               | 3–1 | Thụy Điển         | Sân vận động RFK, Washington, D.C.                 |
| 28 tháng 10 năm 2003 |     |                   |                                                    |
| Thụy Điển            | 1–0 | CHDCND Triều Tiên | Sân vận động Lincoln Financial Field, Philadelphia |
| Hoa Kỳ               | 5–0 | Nigeria           | Sân vận động Lincoln Financial Field, Philadelphia |
| 31 tháng 10 năm 2003 |     |                   |                                                    |
| Thụy Điển            | 3–0 | Nigeria           | Sân vận động Columbus Crew, Columbus               |
| CHDCND Triều Tiên    | 0–3 | Hoa Kỳ            | Sân vận động Columbus Crew, Columbus               |

### Bảng B
| Đội      | Tr | T | H | B | BT | BB | HS  | Đ |
| -------- | -- | - | - | - | -- | -- | --- | - |
| Brasil   | 3  | 2 | 1 | 0 | 8  | 2  | +6  | 7 |
| Na Uy    | 3  | 2 | 0 | 1 | 10 | 5  | +5  | 6 |
| Pháp     | 3  | 1 | 1 | 1 | 2  | 3  | −1  | 4 |
| Hàn Quốc | 3  | 0 | 0 | 3 | 1  | 11 | −10 | 0 |

| 23 tháng 10 năm 2003 |     |          |                                                    |
| Na Uy                | 2–0 | Pháp     | Sân vận động Lincoln Financial Field, Philadelphia |
| 24 tháng 10 năm 2003 |     |          |                                                    |
| Brasil               | 3–0 | Hàn Quốc | Sân vận động RFK, Washington, D.C.                 |
| 27 tháng 10 năm 2003 |     |          |                                                    |
| Na Uy                | 1–4 | Brasil   | Sân vận động RFK, Washington, D.C.                 |
| Pháp                 | 1–0 | Hàn Quốc | Sân vận động RFK, Washington, D.C.                 |
| 30 tháng 10 năm 2003 |     |          |                                                    |
| Hàn Quốc             | 1–7 | Na Uy    | Sân vận động Gillette, Foxborough                  |
| Pháp                 | 1–1 | Brasil   | Sân vận động RFK, Washington, D.C.                 |

### Bảng C
| Đội       | Tr | T | H | B | BT | BB | HS  | Đ |
| --------- | -- | - | - | - | -- | -- | --- | - |
| Đức       | 3  | 3 | 0 | 0 | 13 | 2  | +11 | 9 |
| Canada    | 3  | 2 | 0 | 1 | 7  | 5  | +2  | 6 |
| Nhật Bản  | 3  | 1 | 0 | 2 | 7  | 6  | +1  | 3 |
| Argentina | 3  | 0 | 0 | 3 | 1  | 15 | −14 | 0 |

| 23 tháng 10 năm 2003 |     |           |                                      |
| Đức                  | 4–1 | Canada    | Sân vận động Columbus Crew, Columbus |
| Nhật Bản             | 6–0 | Argentina | Sân vận động Columbus Crew, Columbus |
| 27 tháng 10 năm 2003 |     |           |                                      |
| Đức                  | 3–0 | Nhật Bản  | Sân vận động Columbus Crew, Columbus |
| Canada               | 3–0 | Argentina | Sân vận động Columbus Crew, Columbus |
| 30 tháng 10 năm 2003 |     |           |                                      |
| Canada               | 3–1 | Nhật Bản  | Sân vận động Gillette, Foxborough    |
| Argentina            | 1–6 | Đức       | Sân vận động RFK, Washington, D.C.   |

### Bảng D
| Đội        | Tr | T | H | B | BT | BB | HS | Đ |
| ---------- | -- | - | - | - | -- | -- | -- | - |
| Trung Quốc | 3  | 2 | 1 | 0 | 3  | 1  | +2 | 7 |
| Nga        | 3  | 2 | 0 | 1 | 5  | 2  | +3 | 6 |
| Ghana      | 3  | 1 | 0 | 2 | 2  | 5  | −3 | 3 |
| Úc         | 3  | 0 | 1 | 2 | 3  | 5  | −2 | 1 |

| 24 tháng 10 năm 2003 |     |       |                               |
| Úc                   | 1–2 | Nga   | The Home Depot Center, Carson |
| Trung Quốc           | 1–0 | Ghana | The Home Depot Center, Carson |
| 28 tháng 10 năm 2003 |     |       |                               |
| Ghana                | 0–3 | Nga   | The Home Depot Center, Carson |
| Trung Quốc           | 1–1 | Úc    | The Home Depot Center, Carson |
| 31 tháng 10 năm 2003 |     |       |                               |
| Ghana                | 2–1 | Úc    | PGE Park, Portland            |
| Trung Quốc           | 1–0 | Nga   | PGE Park, Portland            |

## Vòng đấu loại trực tiếp

### Tóm tắt
|  | Tứ kết                  | Tứ kết                |                       |   | Bán kết       | Bán kết       |  |  | Chung kết | Chung kết |
|  |                         |                       |                       |   |               |               |  |  |           |           |
|  | 3 tháng 11 — Foxborough |                       |                       |   |               |               |  |  |           |           |
|  |                         |                       |                       |   |               |               |  |  |           |           |
|  | Hoa Kỳ                  | 1                     |                       |   |               |               |  |  |           |           |
|  | Hoa Kỳ                  | 1                     | 7 tháng 11 — Portland |   |               |               |  |  |           |           |
|  | Na Uy                   | 0                     |                       |   |               |               |  |  |           |           |
|  | Na Uy                   | 0                     | Hoa Kỳ                | 0 |               |               |  |  |           |           |
|  | 4 tháng 11 — Portland   |                       | Hoa Kỳ                | 0 |               |               |  |  |           |           |
|  |                         | Đức                   | 3                     |   |               |               |  |  |           |           |
|  | Đức                     | Đức                   | 3                     | 7 |               |               |  |  |           |           |
|  | Đức                     |                       | 14 tháng 11 — Carson  | 7 |               |               |  |  |           |           |
|  | Nga                     | 1                     |                       |   |               |               |  |  |           |           |
|  | Nga                     | 1                     | Đức (h.p.)            | 2 |               |               |  |  |           |           |
|  | 3 tháng 11 — Foxborough |                       | Đức (h.p.)            | 2 |               |               |  |  |           |           |
|  |                         | Thụy Điển             | 1                     |   |               |               |  |  |           |           |
|  | Brasil                  | Thụy Điển             | 1                     | 1 |               |               |  |  |           |           |
|  | Brasil                  | 7 tháng 11 — Portland |                       | 1 |               |               |  |  |           |           |
|  | Thụy Điển               | 2                     |                       |   |               |               |  |  |           |           |
|  | Thụy Điển               | 2                     | Thụy Điển             | 2 |               |               |  |  |           |           |
|  | 4 tháng 11 — Portland   |                       | Thụy Điển             | 2 |               |               |  |  |           |           |
|  |                         | Canada                | 1                     |   | Tranh hạng ba | Tranh hạng ba |  |  |           |           |
|  | Trung Quốc              | Canada                | 1                     | 0 | Tranh hạng ba | Tranh hạng ba |  |  |           |           |
|  | Trung Quốc              |                       | 13 tháng 11 — Carson  | 0 |               |               |  |  |           |           |
|  | Canada                  | 1                     |                       |   |               |               |  |  |           |           |
|  | Canada                  | 1                     | Hoa Kỳ                | 3 |               |               |  |  |           |           |
|  |                         |                       |                       |   |               |               |  |  |           |           |
|  | Canada                  | 1                     |                       |   |               |               |  |  |           |           |
|  | Canada                  | 1                     |                       |   |               |               |  |  |           |           |

### Tứ kết
| Hoa Kỳ      | 1–0        | Na Uy |
| ----------- | ---------- | ----- |
| Wambach 24' | (Chi tiết) |       |

| Brasil            | 1–2        | Thụy Điển                    |
| ----------------- | ---------- | ---------------------------- |
| Marta 44' (ph.đ.) | (Chi tiết) | Svensson 23' · Andersson 53' |

| Đức                                                                              | 7–1        | Nga          |
| -------------------------------------------------------------------------------- | ---------- | ------------ |
| Müller 25' · Minnert 57' · Wunderlich 60' · Garefrekes 62', 85' · Prinz 80', 89' | (Chi tiết) | Danilova 70' |

| Trung Quốc | 0–1        | Canada    |
| ---------- | ---------- | --------- |
|            | (Chi tiết) | Hooper 7' |

### Bán kết
| Đức                                          | 3–0        | Hoa Kỳ |
| -------------------------------------------- | ---------- | ------ |
| Garefrekes 15' · Meinert 90+1' · Prinz 90+3' | (Chi tiết) |        |

| Canada   | 1–2        | Thụy Điển                |
| -------- | ---------- | ------------------------ |
| Lang 64' | (Chi tiết) | Moström 79' · Öqvist 86' |

### Tranh hạng ba
| Hoa Kỳ                              | 3–1        | Canada       |
| ----------------------------------- | ---------- | ------------ |
| Lilly 22' · Boxx 51' · Milbrett 80' | (Chi tiết) | Sinclair 38' |

### Chung kết
| Đức                      | 2–1 (h.p.) | Thụy Điển     |
| ------------------------ | ---------- | ------------- |
| Meinert 46' · Künzer 98' | (Chi tiết) | Ljungberg 41' |

## Vô địch
| Vô địch Giải vô địch bóng đá nữ thế giới 2003 Đức Lần thứ nhất |

## Giải thưởng
| Cầu thủ đoạt Quả bóng vàng: | Cầu thủ đoạt Chiếc giày vàng: | Đội đoạt Giải Fair Play: |
| --------------------------- | ----------------------------- | ------------------------ |
| Birgit Prinz                | Birgit Prinz                  | Trung Quốc               |

### Đội hình toàn sao
| Thủ môn          | Hậu vệ                                   | Tiền vệ                                     | Tiền đạo                                                      |
| ---------------- | ---------------------------------------- | ------------------------------------------- | ------------------------------------------------------------- |
| Silke Rottenberg | Vương Lệ Bình Sandra Minnert Joy Fawcett | Bettina Wiegmann Malin Moström Shannon Boxx | Charmaine Hooper Maren Meinert Birgit Prinz Victoria Svensson |

## Cầu thủ ghi bàn
7 bàn
- Birgit Prinz

5 bàn
- Maren Meinert

4 bàn
- Kátia

3 bàn
- Marta
- Christine Latham
- Christine Sinclair
- Kerstin Garefrekes
- Abby Wambach
- Dagny Mellgren
- Otani Mio
- Sawa Homare
- Hanna Ljungberg
- Victoria Svensson

2 bàn
- Charmaine Hooper
- Kara Lang
- Bạch Cát
- Marinette Pichon
- Sandra Minnert
- Martina Müller
- Bettina Weigmann
- Pia Wunderlich
- Alberta Sackey
- Shannon Boxx
- Mia Hamm
- Kristine Lilly
- Cindy Parlow
- Cat Reddick
- Marianne Petterson
- Malin Moström
- Jin Pyol-Hui
- Heather Garriock

1 bàn
- Yanina Gaitán
- Daniela
- Rosana
- Tôn Văn
- Stefanie Gottschlich
- Conny Pohlers
- Kim Jin-Hee
- Julie Foudy
- Tiffeny Milbrett
- Solveig Gulbrandsen
- Linda Ørmen
- Anita Rapp
- Brit Sandaune
- Natalia Barbachina
- Elena Fomina
- Olga Letyushova
- Marina Saenko
- Yamamoto Emi
- Josephine Oeqvist
- Ri Un-Gyong
- Kelly Golebiowski

Phản lưới nhà (1)
- Diane Alagich (trận gặp Nga)

## Bảng xếp hạng giải đấu
| Đội                 | Thứ hạng          | Trận | Thắng | Hoà | Thua | BT | BB | HS  | Điểm |
| ------------------- | ----------------- | ---- | ----- | --- | ---- | -- | -- | --- | ---- |
| 1                   | Đức               | 6    | 6     | 0   | 0    | 25 | 4  | +21 | 18   |
| 2                   | Thụy Điển         | 6    | 4     | 0   | 2    | 10 | 7  | +3  | 12   |
| 3                   | Hoa Kỳ            | 6    | 5     | 0   | 1    | 15 | 5  | +10 | 15   |
| 4                   | Canada            | 6    | 3     | 0   | 3    | 10 | 10 | 0   | 9    |
| Bị loại ở tứ kết    |                   |      |       |     |      |    |    |     |      |
| 5                   | Brasil            | 4    | 2     | 1   | 1    | 9  | 4  | +5  | 7    |
| 6                   | Trung Quốc        | 4    | 2     | 1   | 1    | 3  | 2  | +1  | 7    |
| 7                   | Na Uy             | 4    | 2     | 0   | 2    | 10 | 6  | –4  | 6    |
| 8                   | Nga               | 4    | 2     | 0   | 2    | 6  | 9  | –3  | 6    |
| Bị loại ở vòng bảng |                   |      |       |     |      |    |    |     |      |
| 9                   | Pháp              | 3    | 1     | 1   | 1    | 2  | 3  | –1  | 4    |
| 10                  | Nhật Bản          | 3    | 1     | 0   | 2    | 7  | 6  | +1  | 3    |
| 11                  | CHDCND Triều Tiên | 3    | 1     | 0   | 2    | 3  | 4  | –1  | 3    |
| 12                  | Ghana             | 3    | 1     | 0   | 2    | 2  | 5  | –3  | 3    |
| 13                  | Úc                | 3    | 0     | 1   | 2    | 3  | 5  | –2  | 1    |
| 14                  | Hàn Quốc          | 3    | 0     | 0   | 3    | 1  | 11 | –10 | 0    |
| 15                  | Nigeria           | 3    | 0     | 0   | 3    | 0  | 11 | –11 | 0    |
| 16                  | Argentina         | 3    | 0     | 0   | 3    | 1  | 15 | –14 | 0    |